# Molophilus subgriseus
Molophilus subgriseus là một loài ruồi trong họ Limoniidae. Chúng phân bố ở miền Cổ bắc.